# Нюбауэр, Джонас
Джонас Нюбауэр (англ. Jonas Neubauer; 21 ноября 1981, Лос-Анджелес, Калифорния — 5 января 2021, Kaʻaʻawa, Гавайи) — игрок в тетрис, семь раз побеждавший на Чемпионатах мира по классическому тетрису (англ. Tetris World Championship). Являлся популярным Twitch-стримером. Умер на Гавайях при невыясненных обстоятельствах.
Джонас начал знакомство с компьютером в 1985 году у своего дяди Билла в Сан-Диего. Тетрис оказался первой игрой в его жизни. В детстве Джонас преуспевал в математике.
Главное соревнование в мире тетриса начало проводиться с 2010 года. Нюбауэр однажды заснял свою игру на видео и выложил в YouTube. Менеджеры соревнования оценили его уровень игры и вышли на связь. С тех пор Джонас побеждал в нём 7 раз. Газета The Washington Post назвала его «величайший чемпион и самый заметный представитель игры». С 2017 Джонас начал создавать обучающие ролики и вести трансляции своих игр. В повседневной жизни чемпион работал барменом. Был скромным человеком, и его друзья часто узнавали о достижениях из СМИ.
Незадолго до смерти он переехал на Гавайи, где хотел начать новую уединённую жизнь. Имел более 25 000 подписчиков на канале Twitch.